# 圣聂勒和圣亚基略圣殿 (米兰)
圣聂勒和圣亚基略圣殿（Basilica dei Santi Nereo e Achilleo）是一座罗马天主教宗座圣殿，供奉圣聂勒、圣亚基略，位于意大利米兰大学城（Città Studi）阿贡街（Viale Argonne）56号。

## 历史
该堂设计成一座巴西利卡，有一个中殿，长65米，宽28米。建筑师乔瓦尼·玛丽亚·马吉，于1937年开工建造，由于各种原因进展缓慢，到1940年12月6日才由舒斯特枢机祝圣。
1990年1月17日，教宗若望保禄二世将该堂升格为宗座圣殿。